# Bryan Gordon
Bryan Gordon er filminstruktør. Han er blevet nomineret tre gange til "Directors Guild of America Award" og i 2002 modtog han "Directors Guild Award" for at have komedie instruering. Han er blevet nomineret til en Emmy to gange – begge for hans arbejde på HBOs serie "Curb Your Enthusiasm". Han er en af de få instruktøre der både instruere komedie og drama. Han har instrueret blandt andre The Office, The West Wing, Boston Public, Freaks and Geeks og One Tree Hill.